# FOOD LOSS BANK
株式会社FOOD LOSS BANK（フードロスバンク）は、多くの人を繋げることにより、食品ロス削減から始まる環境改善を目指し、2020年9月に山田早輝子らにより設立された企業である。

## 概要
2020年に日本ガストロノミー学会の設立代表等を務める山田早輝子らにより設立。
創業年内にアルマーニやブルガリ、パレスホテル東京などとのコラボレーションや取り組みが行われ、 VOGUE、 GQ、報道ステーション等のメディアに掲載された。
FAO(国際連合食糧農業機関）とWFF(ワールド・フード・フォーラム）や国連フードシステムサミット関連イベントなどで流されるマスタークラスでビジネスモデルとして2021年にエピソード1〜エピソード6、全話をローマにて10月の国連フードシステムサミットとWFF（ワールドフードフォーラム）関連のフィルムフェスティバルにて3時間に渡り特別上映され、その後世界配信される。
山田が旧知の中であったアルマーニリストランテ総料理長と食品ロスメニューを7ヶ月にわたり展開。
また同じく山田と懇親のあったブルガリとチョコレートを通じたサステナビリティを推奨、和紙を取り入れるなど（300年の歴史ある和紙屋が周りに100件あったのに最後の1件になったと知り合い採用)伝統文化のサステナビリティなど食を通じて食以外の持続可能性も模索。）
またパレスホテル東京と食品ロス商品をコラボ、ミツカンのZenbと野菜バー、ビルボードライブジャパンなど多様なコラボレーションを進めている。

## 沿革
- 2020年9月 山田早輝子らにより創業
- 2020年12月 奈良県「ガストロノミーツーリズム国際シンポジウム2020 in 奈良」[8]でに登壇
- 2020年12月 高野山SBNRサミット[9]に登壇
- 2020年 活動が国連のマスタークラスで採用
- 2021年4月 FAO(国際連合食糧農業機関)、World Food Forumと協業
- 2021年9月 Sustainable Japan Award 2021[10]のSustainable Japan ESG部門 審査員特別賞受賞

## 活動内容
「循環性があり」、「多様性大切に」、「持続可能である事」の3つを軸に、サーキュラーチェインの中で逼迫される人がなく、人や食べ物、生物の多様性尊重し、社会課題の解決と同時に地球を支える企業なども経済成長できるスキーム作る事を目指し、下記の各種施策を主な業務として活動している。
- ブランディング
- コピーライティング
- PR
- Advertisements
- イベント企画運営
- レシピ開発
- キャスティング